# Dance de Bakoon!
Dance de Bakoon! (Danceでバコーン! Dance de bakōn!?, Baile Explosivo) es el 13er sencillo de Cute, fue lanzado bajo el sello de Zetima el 25 de agosto de 2010. Las ediciones limitadas y la primera edición de la regular es el decimotercer single de sello importante lanzado por ℃-ute. El sencillo fue lanzado el 25 de agosto de 2010 en ediciones limitadas A, limitadas B y regulares con ambas ediciones limitadas con DVD extra. La edición venía con una tarjeta con el número de serie que podía ganar boletos para uno de los eventos de lanzamiento del sencillo, cuando ingresaba a la lotería.

## Lista de canciones

### CD
- Dance de Bakoon!
- Kore ijou kirawa retaku nai no! (これ以上 嫌われたくないの!; ¡No quiero que me odien más!)
- Dance de Bakoon! (Instrumental)

### Edición Limitada A DVD
- Dance de Bakoon! (Dance Shot Ver.)

### Edición Limitada B DVD
- Dance de Bakoon! (Close-Up Ver.)

### Single V
- Dance de Bakoon! (PV)
- Dance de Bakoon! (2s & 3s Mix Ver.)
- Making of (メイキング映像)

### Event V
- Dance de Bakoon! (Yajima Maimi Solo Ver.)
- Dance de Bakoon! (Nakajima Saki Solo Ver.)
- Dance de Bakoon! (Suzuki Airi Solo Ver.)
- Dance de Bakoon! (Okai Chisato Solo Ver.)
- Dance de Bakoon! (Hagiwara Mai Solo Ver.)

## Miembros presentes en el sencillo
- Maimi Yajima
- Saki Nakajima
- Airi Suzuki
- Chisato Okai
- Mai Hagiwara